# Ilse Bernheimer
Ilse Bernheimer (geboren 20. März 1892 in Wien, Österreich-Ungarn; gestorben 28. Februar 1985 in Venedig) war eine österreichische Malerin, Grafikerin, Innenarchitektin und Lehrerin.

## Leben
Ihre Eltern waren Hermine Bernheimer, geborene Margulies (1864–1944) und der Chemiker Oskar Bernheimer (1858–1950). Elisabeth und Marianne Leisching waren ihre Cousinen. Ilse Bernheimer lernte ab 1906 bei Franz Strohofer. Auch Franz Čižek wurde auf Bernheimers Kinderzeichnungen aufmerksam. Mit 16 Jahren durfte sie an der Jugendabteilung der Kunstschau Wien 1908 mit 30 Aquarellen teilnehmen. in den Jahren 1908 bis 1910 war sie Gasthörerin an der Kunstgewerbeschule Wien. 1911 bis 1916 studierte sie in der Fachklasse Malerei bei Kolo Moser, in der Fachklasse Ornamentale Formenlehre bei Franz Čižek sowie bei Anton von Kenner und seinem Assistenten Oskar Kokoschka. 1913 engagierte sie sich bei den künstlerischen Vorbereitungen zur Internationalen Frauenstimmrechtskonferenz in Wien. Ab dem Jahr 1919 sind Aufenthalte in Zürich mit einer Tätigkeit in der Grafischen Anstalt J. E. Wolfensberger und in Paris bekannt. 1923 bis 1925 lebte Bernheimer mit Henri Manguin in Saint Tropez und begegnet dort Henri Matisse. Am Ende der 1920er Jahre war sie als Lehrerin an der Wiener Frauenakademie tätig, sie stellte im Rahmen des Hagenbundes aus und war 1926 für ein Jahr Assistentin des von ihr hoch verehrten Oskar Strnad. In dieser Zeit fertigte sie Entwürfe für Bühnenbilder. Im Jahr 1930 initiierte sie einen privaten Vorkurs für die Studierenden des Mode-Kurses von Eduard Josef Wimmer-Wisgrill. Sie entwarf die Inneneinrichtung des Hauses Nr. 15 in der Wiener Werkbundsiedlung 1932 von Anton Brenner. 1938 übersiedelte sie mit ihren Eltern nach Italien, wo sie der rassistischen Verfolgung durch das NS-Regime entging. Ab 1950 lebte sie in Venedig, wo sie Lehrerin ab 1952 an der Glasschule Zanetti auf Murano war.

## Mitgliedschaften
- Österreichischer Werkbund
- Vereinigung bildender Künstlerinnen Österreichs

## Ausstellungen
- 1908: Kunstschau
- 1920, 1928: Hagenbund[1]
- 1922, 1976: Biennale Venedig
- 1928: Weihnachtsschau, Künstlerhaus Wien
- 1932: 17. Jahresausstellung der Vereinigung bildender Künstlerinnen Österreichs, Hagenbund
- 1966: Galerie Nagel
- 1970: Instituto Austriaco di Cultura, Rom
- 1982: Hochschule für Angewandte Kunst, Wien

Posthum
- 2019: „Stadt der Frauen“[2]
- 2021: „Die Frauen der Wiener Werkstätte.“ MAK – Museum für angewandte Kunst[3]

## Schriften
- Arbeiten in der Kunstgewerbeschule, Wien: Hochschule für Angewandte Kunst, 1982.